# مديرية خب والشعف

تعديل مصدري - تعديل

مديرية خب والشعف أكبر مديريات محافظة الجوف في اليمن مساحة وسكاناً ولكن أقلها كثافة سكانية. تشكل مساحتها 82% من مساحة المحافظة. بلغ عدد سكانها 80193 نسمة عام 2004.